# Вейгельт, Роберт Карлович
Роберт (Роман) Карлович Вейгельт (Вейгельдт) (нем. Robert Samuel Weihgeldt; 15 [27] января 1814, Санкт-Петербург — 22 февраля [6 марта] 1867, Санкт-Петербург) — русский архитектор, академик Академии художеств. Автор ряда зданий в Санкт-Петербурге.

## Биография
Родился 15 (27) января 1814 года в Петербурге; отец — купец Иоганн Карл Людвиг Вейгельт, мать — Мария София, урождённая фон дер Зассен (Von-der-Sassen). Вольноприходящий ученик Академии художеств. Получил малые серебряные медали Академии (1834 и 1836). В 1835 году удостоен звания свободного художника. В 1850 году получил звание «назначенного в академики»; в 1858 году—звание академика за искусство и познания в архитектурном художестве.
После окончания обучения был определён в Комиссию для возобновления Зимнего дворца в качестве помощника архитектора. С мая 1844 года по апрель 1850 года — младший архитектор при перестройке Мраморного дворца и служебного при нём дома. В декабре 1849 года определён в Комиссию по перестройке Исаакиевского собора рисовальщиком. В апреле 1855 года назначен на работы по сооружению памятника императору Николаю I.
Имел награды: ордена Святого Станислава 3-й степени (за труды при сооружении Исаакиевского собора), золотая в память возобновления Зимнего дворца (1838), золотая медаль «В память освящения Исаакиевского собора», медаль «В память войны 1853—1856 гг.» (1856). Титулярный советник (1858).
Был женат на Луизе Фёдоровой, от которой имел сыновей: Роберта, Адольфа, Владимира и дочерей: Марию, Ольгу и Александру.
Умер в Александровской больнице от туберкулёза 22 февраля (6 марта) 1867 года. Похоронен на Тентелевском кладбище в Петербурге, могила не сохранилась.

## Проекты и постройки
- Фонари у памятника Николаю I. Исаакиевская площадь (1859—1860)[6];
- Доходный дом (включён существовавший дом). Галерная улица, 16 — Конногвардейский бульвар, 13 (1860)[6][7][8];
- Доходный дом (расширение). Улица Союза Печатников, 11 — Лермонтовский проспект, 5 (1860)[6][9];
- Доходный дом. 5-я Красноармейская улица, 4 (1864; перестроен)[6][10].